# 자유 무역

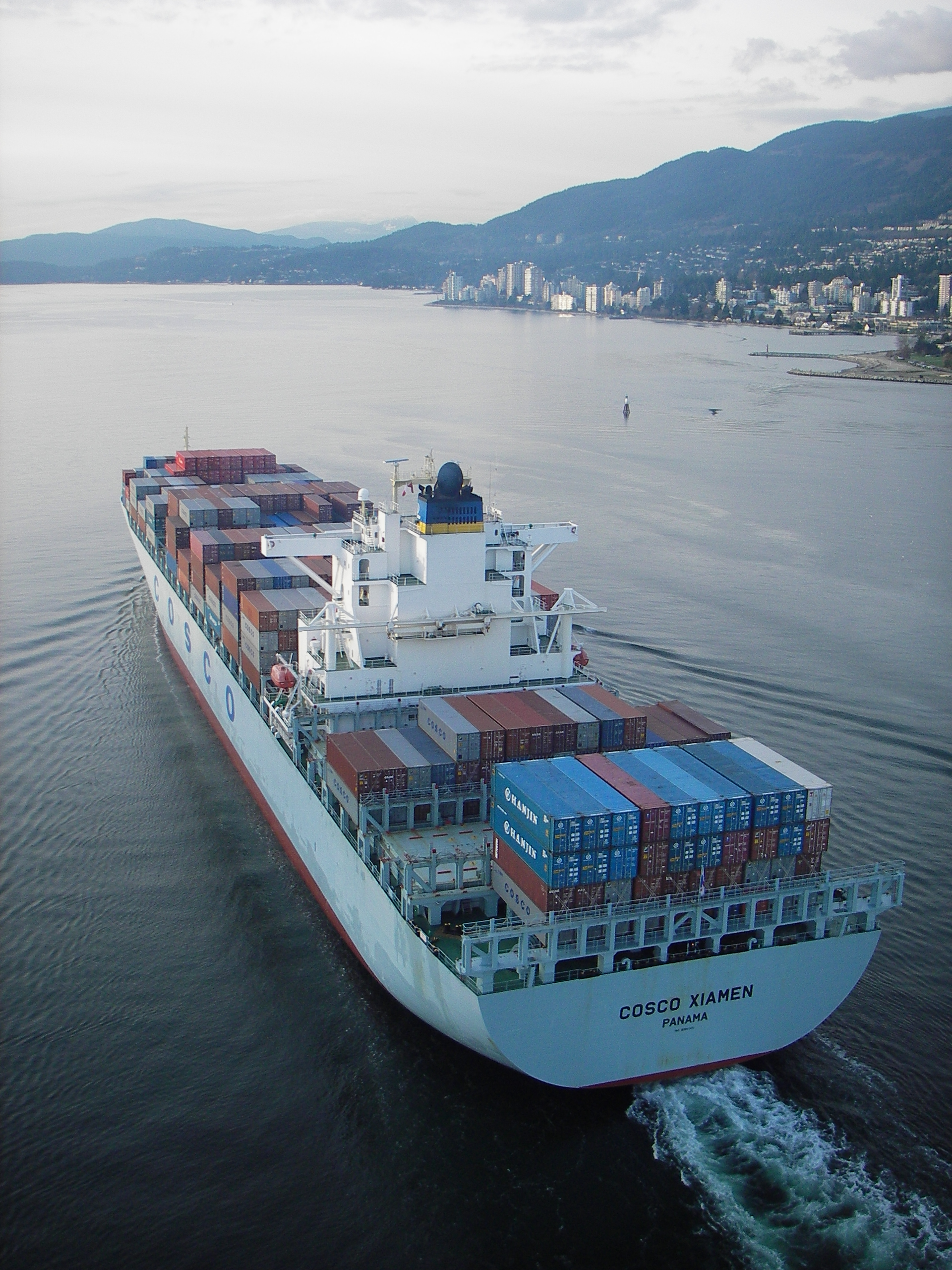
항해 중인 컨테이너선

자유 무역(自由貿易, 영어: free trade)은 국제 무역에서 재화, 용역 등의 상품교역에 대한 정부의 간섭을 최소화하는 무역 제도이다. 소비자와 생산자 간에 사고 팔리는 상품에 대해 세금, 관세, 비관세 장벽 등으로 수입 가격을 높여 자국의 산업을 보호하는 보호 무역에 대비 되는 개념이다. 북아메리카 자유 무역 협정(NAFTA), 한미자유무역협정과 같은 자유 무역 협정은 양국 또는 다자간의 자유 무역을 증진시키기 위한 무역 협정이다.

## 개요
자유 무역은 데이비드 리카르도와 같은 고전경제학자들의 비교우위론을 근거로 정부의 간섭 없는 무역이 교역 국가 쌍방 모두에게 이익을 준다는 것을 전제로 한다.
자유 무역은 다음과 같은 무역 조건이 충족되는 것을 말한다.
- 교역되는 상품에 대한 관세 및 세금의 철폐
- 수입 쿼터 또는 수입 품목 제한과 같은 비관세 장벽의 철폐
- 자본, 노동 등 생산 요소에 대한 세제 혜택 등 보호조치의 철폐
- 시장 정보 및 시장에 대한 자유로운 접근
- 자본, 노동 등의 자유로운 이동

## 역사
국제 무역의 역사에서 자유 무역의 개념은 근대 이후에야 성립된 것이다. 특히 데이비드 리카르도, 애덤 스미스와 같은 영국의 고전경제학자들은 16세기 유럽 각국의 중상주의 정책을 비판하면서 자유 무역의 필요성을 역설하였다. 19세기 이후 현대에 이르기까지 자유 무역은 확대와 축소를 거듭하여 왔다. 제2차 세계대전 이후 관세 무역 일반 협정과 이를 이어받은 세계 무역 기구는 자유 무역의 세계화를 지속적으로 추진하여 왔다.

## 현황
2011년 현재 대부분의 국가들은 세계무역기구에 가입되어 있다. 가입현황은 아래의 지도와 같다.

세계무역기구 가입 현황
회원국(유럽 연합 가입국 포함)
통계 및 자료 공유국
재화·용역 거래 수락이 요청된 국가
국외 무역 정책 각서 수락국
참관국, 국외 무역 정책 각서 협상중인 국가
최근 3년간 협상이 없었던 국가
세계무역기구와 공식적인 접촉이 없는 국가

## 비판
케임브리지 대학의 경제학 교수 장하준은 그의 저서 《사다리 걷어차기》에서 비교 우위에 입각한 자유 무역이 이미 높은 경쟁력을 지닌 선진국의 이익을 위한 것이라 비판하였다.

## 참고 문헌
- 김대식 외, 《현대 경제학 원론》, 제11편 국제경제이론, 박영사, ISBN 89-7189-483-0
- 장하준(2002). 《사다리 걷어차기》: 선진국들의 성장 신화 속에 숨겨진 은밀한 역사, 부키, ISBN 978-89-85989-69-5.

## 같이 보기
- 무역 전쟁
- 비교 우위
- 자유 무역 협정
- 한미자유무역협정
- 보호 무역